# 盧森堡體育聯盟
盧森堡體育聯盟（Union Sportive Luxembourg）或簡稱盧森堡聯（Union Luxembourg）是一家位於盧森堡南部盧森堡市的足球會，2005年合併為現時盧森堡競賽足球會聯盟。

## 歷史
盧森堡體育聯盟成立於1925年，由盧森堡兩支球隊US Hollerich Bonnevoie及Jeunesse Sportive Verlorenkost合併而成，球隊合併到第二次世界大戰前，球隊只在1927年贏得聯賽冠軍。盧森堡聯在歷年來奪得過六次盧森堡國家足球聯賽冠軍及十次盧森堡盃冠軍，綜觀成就上盧森堡聯是盧森堡最成功的足球會之一。2005年，盧森堡體育會與另外兩間球會CS聯盟01（CS Alliance 01）及盧森堡聯（Union Luxembourg）合併組成盧森堡競賽足球會聯盟。

## 榮譽
- 盧森堡國家足球聯賽

 冠軍 (6)：1926–27, 1961–62, 1970–71, 1989–90, 1990–91, 1991–92
 亞軍 (9)：1921–22, 1947–48, 1962–63, 1963–64, 1964–65, 1965–66, 1972–73, 1992–93, 1997–98
- 盧森堡盃

 冠軍 (10)：1946–47, 1958–59, 1962–63, 1963–64, 1968–69, 1969–70, 1985–86, 1988–89, 1990–91, 1995–96
 亞軍 (10)：1922–23, 1925–26, 1932–33, 1936–37, 1960–61, 1961–62, 1966–67, 1977–78, 1982–83, 1996–97